# Edgar Irmscher
Edgar Irmscher (* 17. August 1887 in Dresden; † 3. Mai 1968 in Sternenfels) war ein deutscher Botaniker und Professor an der Universität Hamburg und Universität Hohenheim bei Stuttgart. Sein botanisches Autorenkürzel lautet „Irmsch.“.

## Leben
Irmscher studierte in Leipzig Botanik und promovierte dort über Moose. In Berlin war er von 1912 bis 1919 Assistent bei Adolf Engler am Botanischen Museum Berlin. Von 1919 bis 1943 war er in Hamburg als Kustos am Institut für Allgemeine Botanik tätig. Er habilitierte sich 1919 und erhielt 1923 den Professorentitel. Zum 1. Mai 1933 trat er in die NSDAP ein (Mitgliedsnummer 3.026.292) und im November 1933 unterzeichnete er das Bekenntnis der deutschen Professoren zu Adolf Hitler. Von 1936 bis 1938 war Irmscher Leiter der Dozentenschaft und Führer des NS-Dozentenbunds in Hamburg. Von November 1936 bis November 1938 war er Gaudozentenbundführer von Hamburg, musste aber nach Auseinandersetzungen mit Gauleiter Karl Kaufmann zurücktreten. 1943 erhielt er einen Ruf an die Landwirtschaftliche Hochschule Hohenheim, wo er bis 1959 lehrte. Seine Forschungen zu Moosen stellte er auch in Zusammenhang mit der Kontinentalverschiebungstheorie von Alfred Wegener.
Er hat sich als Spezialist für Begonien einen Namen gemacht: Begonia irmscheri L.B.Sm. & B.G.Schub. (Sektion Semibegoniella)

## Schriften
- Pflanzenverbreitung und Entwicklung der Kontinente: I.-II. Teil, 1922/1930